# Данні Намасо
Данні Намасо (англ. Danny Namaso, нар. 28 серпня 2000, Редінг) — камерунський футболіст, нападник португальського клубу «Порту».
Виступав, зокрема, за клуби «Редінг» та «Порту Б», а також юнацьку збірну Англії.
Чемпіон Португалії. Володар Суперкубка Португалії. Володар Кубка Португалії.

## Клубна кар'єра
Народився 28 серпня 2000 року в місті Редінг. Вихованець юнацьких команд футбольних клубів «Вікомб Вондерерз» та «Редінг».
У дорослому футболі дебютував 2017 року виступами за команду «Редінг», у якій провів три сезони, взявши участь у 28 матчах чемпіонату. 
Своєю грою за цю команду привернув увагу представників тренерського штабу клубу «Порту Б», до складу якого приєднався 2020 року. Відіграв за дублерів клубу з Порту наступні два сезони своєї ігрової кар'єри. Більшість часу, проведеного у складі другої команди «Порту», був основним гравцем атакувальної ланки команди. У складі другої команди «Порту» був одним з головних бомбардирів команди, маючи середню результативність на рівні 0,35 гола за гру першості.
У головній команді «Порту» розпочав грати у 2021 року. Станом на 25 вересня 2023 року відіграв за клуб з Порту 25 матчів в національному чемпіонаті.

## Виступи за збірні
У 2015 році дебютував у складі юнацької збірної Англії (U-16), загалом на юнацькому рівні взяв участь у 51 іграх, відзначившись 13 забитими голами.
19 травня в матчі кваліфікації до чемпіонату світу 2026 року проти команди Есватіні Данні Намасо дебютував у складі національної збірної Камеруну.

## Статистика виступів

### Статистика клубних виступів
| Сезон               | Команда             | Чемпіонат           | Чемпіонат | Чемпіонат | Національний кубок | Національний кубок | Національний кубок | Континентальні кубки | Континентальні кубки | Континентальні кубки | Інші змагання | Інші змагання | Інші змагання | Усього | Усього |
| Сезон               | Команда             | Ліга                | Ігор      | Голів     | Ліга               | Ігор               | Голів              | Ліга                 | Ігор                 | Голів                | Ліга          | Ігор          | Голів         | Ігор   | Голів  |
| ------------------- | ------------------- | ------------------- | --------- | --------- | ------------------ | ------------------ | ------------------ | -------------------- | -------------------- | -------------------- | ------------- | ------------- | ------------- | ------ | ------ |
| 2017–18             | «Редінг»            | ЧФЛ                 | 0         | 0         | КА+КЛ              | 0+1                | 0                  |                      | -                    | -                    |               | -             | -             | 1      | 0      |
| 2018–19             | «Редінг»            | ЧФЛ                 | 21        | 1         | КА+КЛ              | 1+0                | 0                  |                      | -                    | -                    |               | -             | -             | 22     | 1      |
| 2019–20             | «Редінг»            | ЧФЛ                 | 7         | 0         | КА+КЛ              | 3+2                | 1+0                |                      | -                    | -                    |               | -             | -             | 12     | 1      |
| Усього за «Редінг»  | Усього за «Редінг»  | Усього за «Редінг»  | 28        | 1         |                    | 7                  | 1                  |                      | -                    | -                    |               | -             | -             | 35     | 2      |
| 2020–21             | «Порту Б»           | LdH                 | 32        | 8         |                    | -                  | -                  |                      | -                    | -                    |               | -             | -             | 32     | 8      |
| 2021–22             | «Порту Б»           | LdH                 | 31        | 14        |                    | -                  | -                  |                      | -                    | -                    |               | -             | -             | 31     | 14     |
| Усього за «Порту Б» | Усього за «Порту Б» | Усього за «Порту Б» | 63        | 22        |                    | -                  | -                  |                      | -                    | -                    |               | -             | -             | 63     | 22     |
| 2021–22             | «Порту»             | ПЛ                  | 1         | 1         | ПЛУ+КЛ             | 0+1                | 0                  | ЛЧ+ЛЄ                | 0                    | 0                    |               | -             | -             | 2      | 1      |
| 2022–23             | «Порту»             | ПЛ                  | 4         | 0         | ПЛУ+КЛ             | 0                  | 0                  | ЛЧ                   | 1                    | 0                    | СП            | 1             | 0             | 6      | 0      |
| Усього за кар'єру   | Усього за кар'єру   | Усього за кар'єру   | 96        | 24        |                    | 8                  | 1                  |                      | 1                    | 0                    |               | 1             | 0             | 106    | 25     |

## Титули і досягнення
- Чемпіон Португалії (1):

«Порту»: 2021-2022
- Володар Суперкубка Португалії (2):

«Порту»: 2022, 2024
- Володар Кубка Португалії (2):

«Порту»: 2022-2023, 2023-2024
- Володар Кубка португальської ліги (1):

«Порту»: 2022–23
Збірні
- Чемпіонат світу серед 17-річних: 2017